# Sân bay quốc tế Prince Said Ibrahim
Sân bay quốc tế Prince Said Ibrahim (IATA: HAH, ICAO: FMCH) là một sân bay quốc tế ở Moroni, Comoros.

## Các hãng hàng không và tuyến bay
| Hãng hàng không         | Các điểm đến                                                      |
| ----------------------- | ----------------------------------------------------------------- |
| African Express Airways | Mombasa, Nairobi, Zanzibar                                        |
| Air Austral             | Dzaoudzi, St Denis de la Réunion                                  |
| Air Madagascar          | Majunga                                                           |
| Air Tanzania            | Dar es Salaam, Mtwara                                             |
| Comores Aviation        | Anjouan, Antananarivo, Dar es Salaam, Dzaoudzi, Mahajanga, Mohéli |
| Kenya Airways           | Nairobi                                                           |
| Yemenia                 | Sana'a                                                            |

## Tai nạn và sự cố liên quan
Ngày 30 tháng 6 năm 2009, chuyến bay 626 của Yemenia trên chiếc Airbus A310, số hiệu chuyến bay IY626, xuất phát từ Sân bay quốc tế Sana'a ở Sana'a, Yemen, trên đường đi Sân bay quốc tế Prince Said Ibrahim đã bị rơi ở Ấn Độ Dương, trên máy bay có 11 phi hành đoàn và 142 hành khách.